# Sárga írisz (Agatha Christie-színdarab)
A Sárga írisz (Yellow Iris) Agatha Christie 1937-ben kiadott novellája, rádiójátéka, színdarabja. A történet a Sárga írisz című novellán alapul, melyben a belga detektív, Hercule Poirot is megjelenik. A novellát a Strand Magazine 559-es számában publikálták 1937 júliusában. A cselekmény nagy része egy londoni étteremben játszódik, és kissé a kabarék világát idézi - éppen ezért az akkori producer, Douglas Moodie az étterem kabarészínészeivel mutatta be a darabot.
Az eredetileg rádiójátéknak írt színdarab cselekményét (mely során Poirot először "jelent meg" rádióban) Christie 1945-ben regénnyé bővítette, melyet Magyarországon Gyöngyöző cián (Sparkling Cyanide) címmel adtak ki, ám a regényben már nem szerepel Poirot, helyette Race ezredes tölti a be a karakter szerepét.
A David Suchet-féle népszerű Poirot tévésorozat egy epizódja is feldolgozta a történetet.
A Sárga írisz része a Murder in the Studio Agatha Christie-színdarabkollekciónak, mely három különálló egyfelvonásos darabból (eredetileg rádiójátékból) áll: Personal Call, Sárga írisz (Yellow Iris) és a Butter in a Lordly Dish.
A színdarab emellett tagja a A Poirot Double Bill színdarabduónak is, mely két egyfelvonásos színdarabot, a Darázsfészket (The Wasp's Nest) és a Sárga íriszt (Yellow Iris) foglalja magába.
A darabot Magyarországon először a budapesti Orfeumban adták elő a Poirot az Orfeumban című előadás keretén belül a Darázsfészek című darabbal együtt 2022. május 28.-án. Az előadást szövegét Zöldi Gergely fordította, a produkciót Böhm György rendezte, a szerepeket Elek Ferenc (Hercule Poirot), Száraz Dénes, Tenki Dalma, Ódor Kristóf, Erdős Borcsa és Sütő András alakították.

## Szereplők
- Hercule Poirot
- Pauline Weatherby
- Señora Lola Valdez
- Barton Russel
- Anthony Chappell
- Stephen Carter
- Waiter
- Cloakroom Attendant
- Compére

## Szinopszis
A mesésen gazdag és boldog család élete tragédiába fordul, amikor egy ünnep alkalmával a családfő feleségét ciánnal mérgezik meg. Hercule Poirot-t egy zaklatott telefonhívás szólítja a Jardin des Cygnes szállóba. A nyomozás lassan halad, a gyanúsítottak köre egyre csak nő.
A családi szálak kibogozását és a tettes kézre kerítését végül tovább bonyolítja egy olyan fordulat, amire aztán végképp senki sem számított.